# 高瀬みどり
高瀬 みどり（たかせ みどり、2023年7月8日没）は、日本のタレント、フリーアナウンサー。コントロールプロダクションに所属していた。

## 来歴
小学5年生のときに山形県から東京都へ転居する。
高校を卒業後、1969年に日本放送協会 (NHK) に入局。1973年まで秘書を務めた後に退職し、日産自動車のミス・フェアレディに応募・選出。写真・カレンダー・雑誌などのモデルやナレーターを務めた後にタレント活動を開始した。
1979年に日本テレビの『ミセス&ミセス』に出演。それを皮切りに、1980年からは同じく日本テレビの『ルックルックこんにちは』やTBSの『3時にあいましょう』など別のワイドショーにも出演するようになる。『ルックルック』ではレギュラーリポーターを務めていた。
それと並行して、1980年代からはフルマラソンランナーとしても活動。2001年に『ルックルック』が終了してからは、マラソンイベントの司会や講演活動を行っていた。
また東日本大震災の発生を受け、2011年からは湘南ケーブルネットワークやその他の事業者とともに『助け合おう！日本3.11 WITH YOU TOHOKU 2011-2031 震災遺児20年支援プロジェクト』にも参加。同年から歌手としても活動し、同プロジェクト共催のチャリティーコンサート『鎮魂と希望』を毎年開催していた。
晩年には病気療養に入り、2023年7月8日に永眠した。享年73。

## 出演

### テレビ番組
- ルックルックこんにちは（日本テレビ）
- 3時にあいましょう（TBS）
- テレビ三面記事 ウィークエンダー（日本テレビ）
- 話題のロータリー（テレビ東京）
- ハウジングリポート（テレビ朝日）
- 奥様全員集合（テレビ東京）

### テレビドラマ
- 平成夫婦茶碗〜ドケチの花道（日本テレビ） - リポーター 役
- 女と愛とミステリー 湯煙旅情サスペンス 伊豆・天城越え 殺人事件（2001年12月26日、テレビ東京） - リポーター 役

## ディスコグラフィ
いずれもたかせみどり名義でリリース。
- 銀の鈴 Part1〜すばらしき仲間よ〜（2011年6月29日、WebKoo）
- ふるさとの唄（2013年4月17日、ダイキサウンド） - なんぶなおととのデュエット曲[5]。